# Clarisa Navas
Clarisa Navas (Corrientes, 10 de octubre de 1989) es una directora de cine y guionista argentina, premiada en múltiples festivales. Entre sus obras cinematográficas se destaca la multipremiada Las mil y una (2020), sobre la decadencia de la clase media, la vida en la provincia y las problemáticas LGBT+. 

## Biografía
Nacida y criada en Corrientes, estudió en la Universidad Nacional de las Artes. En 2017, desde el Instituto de Cine en la ciudad de Formosa, Navas realizó en 2017 Hoy partido a las tres en 2017, sobre un equipo de mujeres que juegan al fútbol y participan en un campeonato en un barrio popular en medio de una campaña electoral para intendente. En 2020 realizó la multipremiada Las mil y una, sobre un barrio de clase media en decadencia, disidencias sexuales y la vida cotidiana en Corrientes.

## Premios y nominaciones
- Premios de la Asociación Argentina de Críticos de Cine
  - 2021. Ganador. Cóndor de Plata como Mejor Directora por Las mil y una
- Festival Internacional de Cine de Berlín (la Berlinale) 
  - 2020. Nominada, Mejor Producción, por Las mil y una
- Festival Internacional de Buenos Aires de Cine Independiente (BACIFI)
  - 2017. Nominado. Mejor película, por Hoy partido a las 3 (2017)
- Chéries-Chéris
  - 2020, Nominado Mejor Producción, por Las mil y una
- Entrevues Film Festival
  - 2020. Nominado Gran Premio Janine Bazin por Las mil y una
- Festival de Cine de Lima PUCP
  - 2020. Ganador'. Premio PUCP Especial del Jurado, por Las mil y una
  - 2020. Ganador. Premio del jurado de la crítica internacional, por Las mil y una
  - 2020. Nominado. Premio a la Mejor Película, por Las mil y una
- Guadalajara International Film Festival
  - 2020. Nominado. Premio Maguey a la Mejor Película. Las mil y una
- Festival de Cine Jeonju
  - 2020. Ganador. Mejor Película, Las mil y una
  - 2020. Nominado. Gran Premio de la Competencia Internacional, por Las mil y una
- LesGaiCineMad, Festival Internacional de Cine de Madrid 
  - 2020. Ganador. Premio del Jurado a la Mejor Directora/or, por Las mil y una
- Festival de Cine de Mar del Plata
  - 2020. Ganador. Premio de la Asociación Argentina de Autores por Las mil y una
  - 2020. Ganador. Premio DAC como Mejor Director/a de Argentina por Las mil y una
  - 2020. Ganador. Premio Feisal al Mejor Film de un director/a de América Latina de menos de 35 años, por Las mil y una
  - 2020. Nominado. Mejor Film Las mil y una
- Festival Internacional de Cine de Minsk “Listapad”
  - 2020. Nominado. Premio Memorial Víctor Turov, "Youth on the March" por Las mil y una
- Festival Internacional de Cine de San Sebastián
  - 2020. Ganador Mejor Film de América Latina, por Las mil y una
  - 2020. Ganador. Premio Horizontes. mención Especial, por Las mil y una
  - 2020. Nominado. Mejor Film. por Las mil y una
- Festival Internacional de Cine de Valdivia
  - 2020. Nominado, Mejor Film, por Las mil y una